# Frederick R. Weisman Art Foundation
La Frederick R. Weisman Art Foundation est une fondation artistique à but non lucratif située North Carolwood Drive, dans le quartier de Holmby Hills à Los Angeles, en Californie. 
Les œuvres d'art modernes et contemporaines de la collection Frederick R. Weisman sont présentées dans un contexte "vivre avec un musée d'art". 

## Collection
Plus de quatre cents œuvres d'art sont exposées à la Fondation. La collection comprend des œuvres de modernistes européens, dont Cézanne, Picasso et Kandinsky, et des œuvres surréalistes de Max Ernst, Joan Miró et René Magritte. Les œuvres d'art d'après-guerre comprennent des œuvres de Giacometti, Isamu Noguchi, Alexander Calder, Robert Rauschenberg et Jasper Johns, des peintures expressionnistes abstraites de Willem de Kooning, Sam Francis, Clyfford Still et Mark Rothko, des Color-Field paintings par Helen Frankenthaler, Morris Louis et Kenneth Noland, et du Pop Art d'Andy Warhol, Roy Lichtenstein, Claes Oldenburg et James Rosenquist. Les œuvres contemporaines californiennes incluent celles d'Ed Ruscha et de Joe Goode (en) et M. A. Alford (en), ainsi que des sculptures super réalistes de Duane Hanson et John de Andrea.   